# Scoriodytinae
De Scoriodytinae zijn een onderfamilie van vlinders in de familie zakjesdragers (Psychidae). De onderfamilie telt één geslacht.

## Geslachten
- Scoriodyta Meyrick, 1888